# Adorazione del Bambino (Botticelli)
L'Adorazione del Bambino è un affresco staccato (200x300 cm) di Sandro Botticelli, databile al 1476-1478 circa e conservato nell'interno della basilica di Santa Maria Novella.

## Storia
La lunetta è in genere accostata all'Adorazione dei Magi degli Uffizi, commissionato da Giovanni di Zanobi del Lama per la sua cappella funebre dedicata all'Epifania, che si trovava sulla controfacciata della chiesa. In seguito la decorazione venne smantellata e il dipinto prese altre strade, mentre la lunetta, che doveva coronarlo sopra l'altare, fu staccata nel XIX secolo per fare poi spazio all'affresco della Trinità di Masaccio che aveva cambiato sede. L'Adorazione del Bambino venne così collocata sopra il portale centrale della chiesa sulla controfacciata, adattandola alla forma cuspidata dell'arco, collocazione che ha tutt'oggi anche se da tempo la Trinità è stata ormai rimessa al suo posto originario in navata.
Oscurata dalla ridipinture che ne rendevano difficile la valutazione critica, venne restaurata nel 1982, appianando i dubbi circa l'autografia.

## Descrizione e stile

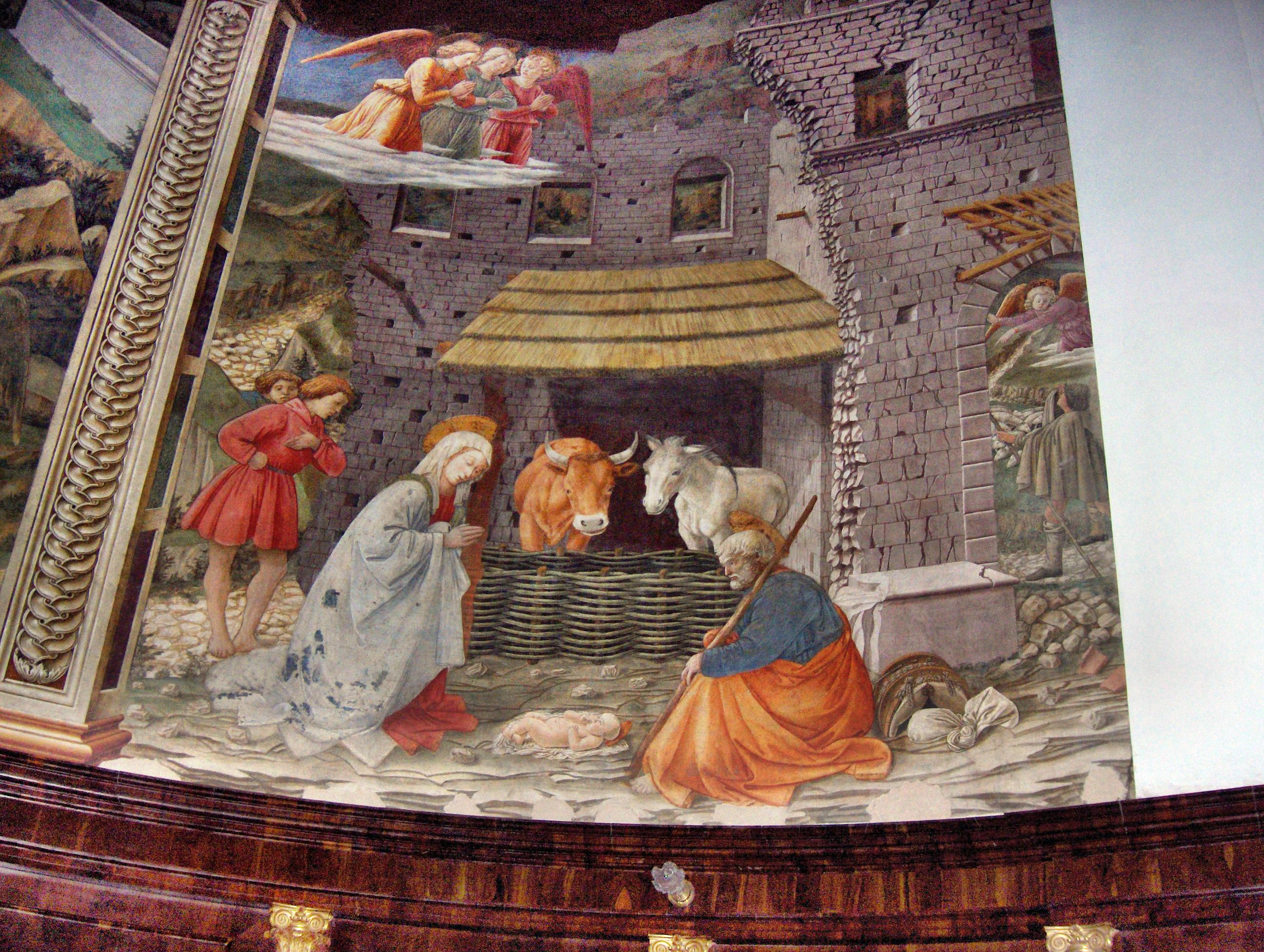
La Natività di Filippo Lippi a Spoleto

La composizione è molto semplice, ma di notevole efficacia, anche perché era collocata piuttosto in alto richiedendo forme non troppo elaborate. Essa deriva dallo schema usato da Filippo Lippi nelle Storie della Vergine nel Duomo di Spoleto. Maria, a sinistra, adora  a mani giunte il Bambino che sembra volersi alzare verso di lei per abbracciarla. San Giuseppe, come al solito, veglia a lato, addormentato con un braccio appoggiato su una sella, ricordando come il suo ruolo nella sacra famiglia sia quello di semplice custode di Gesù e Maria. Al centro, da un'apertura nella muratura, appaiono il bue e l'asinello, simboli di ebrei e pagani che assistettero alla nascita di Cristo, mentre a sinistra accorre il giovane Giovanni Battista.
Le pietre squadrate in rovina si trovano anche nell'Adorazione dei Magi, sebbene in una prospettiva più ampia. Il colore è chiaro, accordato sugli ocra dorati e sugli azzurri, con l'eccezione del mantello rosso smagliante di san Giovannino. Anche le fisionomie di Giuseppe e Maria ricordano quelle della tavola agli Uffizi, con dolci lineamenti che ricordano, ancora una volta, la lezione di Filippo Lippi.